# Zona de actividad polarizante
La Zona de actividad polarizante (ZPA, por sus siglas en inglés: Zone of Polarizing Activity) es un área mesenquimatosa que contiene señales que conducen a la construcción de un esbozo de extremidad a lo largo del eje antero-posterior. Este esbozo consiste en mesénquima indiferenciado cubierto por ectodermo. Finalmente, el esbozo de extremidad se desarrolla formando huesos, tendones, músculos y articulaciones. Su desarrollo depende no solo de la ZPA, sino también de diferentes genes, señales, y una región única del ectodermo denominada cresta ectodérmica apical (AER).Los trabajos de Saunders and Gasseling en 1948 identificaron la AER y su posterior implicación en el crecimiento próximo-distal. Veinte años después, el mismo grupo efectuó estudios de trasplante en esbozos de extremidad de pollo e identificaron la ZPA. No fue hasta 1987 cuando Todt y Fallon mostraron que la AER y la ZPA son interdependientes.